# 諸井虔
諸井 虔（もろい けん、1928年4月23日 - 2006年12月29日）は、日本の実業家。太平洋セメント株式会社相談役のほか、多くの取締役、公職を務めた。牛尾治朗と並び財界きっての論客といわれ、規制緩和を強力に主張した。リクルート事件では、両者とも未公開株譲渡を受けている。
出身の諸井家は江戸時代、現在の埼玉県本庄市で代々名主を務めた家系で、秩父セメントの創業者一族にあたる。虔は本家の生まれではなかったが、父の作曲家諸井三郎が経済的自立に苦労した姿を見ていたことと、本家に男子がいなかったことから、伯父の諸井貫一に請われて秩父セメントの経営を継いでいる。
なお、父や弟の諸井誠のように職業音楽家にこそならなかったものの、東京大学在学中や日本興業銀行在職中にアマチュア合唱団の指揮者として実績を残した。

## 年譜
- 1928年4月 埼玉県本庄市で誕生
- 旧制暁星中学、旧制浦和高等学校卒
- 1953年3月 東京大学経済学部卒業
- 1953年4月 株式会社日本興業銀行入行
- 1967年3月 秩父セメント株式会社入社
- 1969年1月 取締役就任
- 1976年8月 代表取締役社長就任
- 1986年8月 代表取締役会長就任
- 1993年5月 日本経営者団体連盟副会長
- 1994年10月 秩父小野田株式会社代表取締役会長就任
- 1995年6月 株式会社東京放送取締役就任
- 1995年7月 地方分権推進委員会委員長
- 1998年10月 太平洋セメント株式会社取締役相談役就任
- 1999年6月 日本航空株式会社取締役就任
- 2000年6月 太平洋セメント株式会社相談役就任
- 2000年9月 税制調査会委員
- 2001年11月 地方制度調査会会長
- 2004年 西武グループ経営改革委員会委員長
- 2006年12月29日 悪性リンパ腫のため死去 78歳没
西武グループ経営改革委員会委員長を務めた際には、西武ライオンズ球団の外部売却要求に対して反対の立場を貫き、球団売却を阻止した。

## 家族・親族
- 祖父 諸井恒平（実業家・秩父セメント創業者） - 恒平の母・佐久が実業家渋沢栄一のおばにあたり渋沢家の出身。
- 父 諸井三郎（作曲家）
- 弟 諸井誠（作曲家）
- 伯父 諸井貫一（実業家・元秩父セメント会長）